# André Morellet

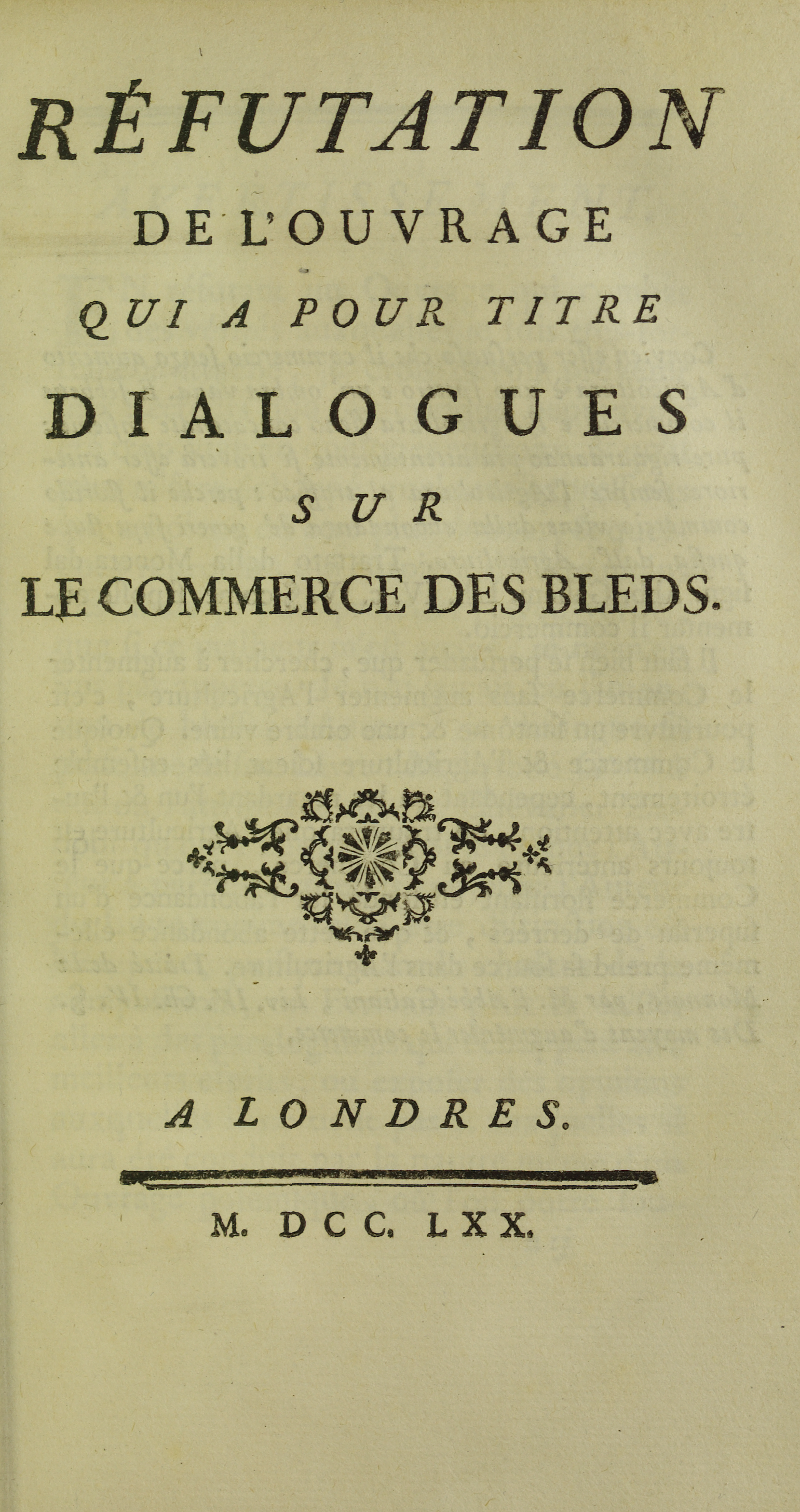
Réfutation de l'ouvrage qui a pour titre Dialogues sur le commerce des bleds, 1770

André Morellet (Lyon, 7 de marzo de 1727-París, 12 de enero de 1819) fue un economista, escritor  y enciclopedista francés. Fue uno de los filósofos de la ilustración y en esta función aparece en muchas memorias, como las de Madame de Rémusat.
Nacido en Lyon y educado inicialmente en un colegio de jesuitas de la ciudad, estudió más tarde en la Sorbona. Se hizo sacerdote pero sin gran convicción. Voltaire lo llamaba "L'Abbé Mords-les", debido a su mordaz y vivo ingenio. Sus obras más importantes fueron un panfleto en respuesta a la obra de Charles Palissot, Les Philosophes (que le ganó una corta estancia en La Bastilla por libelo contra la protectora de Palissot, la princesa de Robeck), y una respuesta al Commerce des bleds (1770) de Ferdinando Galiani.
Más tarde se empleó en comunicaciones cuasidiplomáticas con hombres de estado ingleses y obtuvo una pensión, además de convertirse en miembro de la Academia francesa en 1785. Un año antes de su muerte en París, editó cuatro volúmenes de Mélanges de littérature et de philosophie du XVIIIe siècle, compuesto principalmente por una selección de sus publicaciones anteriores. Tras su muerte apareció su Mémoires sur le XVIIIe siècle et la Révolution (2 vols., 1821).
Su traducción satírica del Directorium Inquisitorum de Nicolau Aymerich tuvo influencia en la decisión de la Iglesia católica de cesar algunas de sus prácticas inquisitoriales.
Colaboró en la Encyclopédie ou Dictionnaire raisonné des sciences, des arts et des métiers de Denis Diderot y Jean le Rond d'Alembert, para la cual escribió seis artículos de crítica literaria, teología y filosofía (las entradas Fatalité, Injure, Fils de Dieu, Foi, Fondamentaux (Articles), Gomaristes)
Una bibliografía de su numerosa obra fue publicada en La France littéraire, vol. vi. por Joseph Marie Quérard. Véase también Charles Augustin Sainte-Beuve, Causeries du lundi, vol. i.